# UD Almería
Unión Deportiva Almería is een Spaanse voetbalclub uit Almería. Thuisstadion is sinds 2004 het Estadio de los Juegos Mediterráneos. Tijdens het seizoen 2023/24 eindigde Almería als voorlaatste op het hoogste niveau, zodat de ploeg vanaf seizoen 2024/25 weer in de Segunda División A speelt.

## Historie
Almería CF werd opgericht op 26 juli 1989 en speelde in 1992 voor het eerst professioneel voetbal. De korte geschiedenis van de club was turbulent met promoties van de Tercera División naar de Segunda División B en Segunda División A en degradaties terug. Het speelde ten tijde van de fusie weer in de Segunda División B (5e seizoen). In de andere twee profdivisies speelde het in totaal vier jaar, gelijk verdeeld.
Club Polideportivo Almería was opgericht in 1983 en promoveerde in 1984 naar de Tercera División. Al vrij kort daarna promoveerde de club naar de Segunda División B. Hoger speelde het nooit. Ten tijde van de fusie speelde de club voor het 10e jaar in de Segunda División B, zeven jaar speelde het in de Tercera División. Polideportivo Almería was de opvolger van AD Almería dat ooit 2 seizoenen in de Primera División speelde (1979/80 en 1980/81) en zeer snel daarna failliet werd verklaard.
De fusieclub UD Almería was in haar eerste jaar al meteen succesvol door promotie te bewerkstelligen naar de Segunda División A middels een derde plaats en de play-offs. Hier speelde de club in de eerste jaren een vrij anonieme rol, maar in het seizoen 2005/06 eindigde de club als zesde met minimaal verschil op de nummer drie. In het seizoen 2006/2007 promoveerde UD Almería samen met Real Valladolid en Real Murcia naar de Primera División onder de leiding van voorzitter Alfonso García en trainer/coach Unai Emery. Ze eindigden het volgende seizoen achtste in de Primera División.  Ze zouden er nog drie additionele seizoenen vertoeven, met respectievelijk een elfde, dertiende en twintigste plaats als eindresultaat.  Deze laatste uitslag had als gevolg dat ze vanaf seizoen 2011/12 weer actief waren in de Segunda A. Tijdens het eerste seizoen vielen ze met een zevende plaats nog net buiten de eindronde, maar met een derde plaats einde seizoen 2012/13 kregen ze een ticket voor de eindronde. Nadat UD Las Palmas en FC Girona uitgeschakeld werden, speelde de ploeg vanaf seizoen 2013/14 weer in de Primera.  Een zeventiende plaats tijdens dit eerste seizoen leverde nog het behoud op, maar een negentiende op het einde van het seizoen 2014/15 betekende weer de degradatie.  De eerste drie seizoenen bengelde de ploeg aan de staart met respectievelijk een achttiende, vijftiende en achttiende plaats, daarna kende ze tijdens seizoen 2018/19 een seizoen in de middenmoot en vanaf seizoen 2019/20 terug aan de top.  Dat seizoen werd de eindronde met een vierde plaats behaald, maar in de eerste ronde werd de ploeg door FC Girona uitgeschakeld.  Tijdens seizoen 2020/21 werd hetzelfde resultaat behaald in de eindrangschikking en werd de ploeg door dezelfde ploeg uitgeschakeld in de eindronde.  De strijd om de titel tijdens seizoen 2021/22 bleef spannend tot de laatste speeldag.  Voor de start hadden SD Eibar en Almería beiden tachtig punten en op de derde plaats volgde Real Valladolid met achtenzeventig punten.  Valladolid won heel gemakkelijk thuis met 3-0 van SD Huesca. Almería keek al snel tegen een 1-0 en 2-1 achterstand aan, maar dankzij hun topscorer Umar Sadiq konden ze in de 53ste minuut 2-2 gelijk maken tegen CD Leganés, wat ook de eindstand werd. Op papier had Eibar tegen het laatst geklasseerde AD Alcorcón de gemakkelijkste opdracht, maar na negentig minuten was het nog steeds 0-0.  Deze uitslag zou inhouden dat de drie ploegen met eenentachtig punten zouden eindigen met Valladolid als kampioen en Eibar als vice-kampioen.  Maar toen gebeurde het onverwachte.  In de eenennegentigste minuut scoorde Giovanni Zarfino het enige doelpunt voor de Madrileense ploeg en zo werd Almería kampioen met eenentachtig punten en als vice-kampioen Valladolid met dezelfde aantal punten.  Eibar, met een puntje minder, werd naar de eindronde verwezen.  Dankzij dit resultaat speelt de ploeg vanaf seizoen 2022/23 weer op het hoogste niveau van het Spaans voetbal. Tijdens het seizoen 2023/24 eindigde Almería als voorlaatste op het hoogste niveau, zodat de ploeg vanaf seizoen 2024/25 weer in de Segunda División A speelt.

## Eindklasseringen
- 1990 1e
1e regionaal
- 1991 3e
1e regionaal
- 1992 2e
1e regionaal
- 1993 2e
Tercera División
- 1994 11e
Segunda División B
- 1995 2e
Segunda División B
- 1996 16e
Segunda División
- 1997 17e
Segunda División
- 1998 7e
Segunda División B
- 1999 18e
Segunda División B
- 2000 4e
Tercera División
- 2001 11e
Segunda División B
- 2002 3e
Segunda División B
- 2003 18e
Segunda División
- 2004 12e
Segunda División
- 2005 14e
Segunda División
- 2006 7e
Segunda División
- 2007 2e
Segunda División
- 2008 8e
Primera División
- 2009 11e
Primera División
- 2010 13e
Primera División
- 2011 20e
Primera División
- 2012 7e
Segunda División
- 2013 3e
Segunda División
- 2014 17e
Primera División
- 2015 19e
Primera División
- 2016 18e
Segunda División
- 2017 15e
Segunda División
- 2018 16e
Segunda División
- 2019 10e
Segunda División
- 2020 4e
Segunda División
- 2021 4e
Segunda División
- 2022 1e
Segunda División
- 2023 17e
Primera División
- 2024 19e
Primera División
- 2025 6e
Segunda División

- Primera División
- Segunda División
- Segunda División B
- Tercera Federación
- 1e regionaal

## Bekende (ex-)spelers

### Spanjaarden
- David Bermudo
- Chico
- Albert Crusat
- Carlos García
- Álvaro Negredo
- Aarón Ñíguez
- Rodri
- Bruno Saltor
- Antoni Velamazán

### Overig
- Diego Alves
- Mate Bilić
- Daijiro Chirino
- Constantin Gâlcă
- Ferenc Horváth
- Modeste M'bami
- Felipe Melo
- Darwin Núñez
- Pablo Piatti
- Kalu Uche
- Ricardo Varela
- Sander Westerveld

Albacete Balompié ·
UD Almería ·
 FC Andorra ·
Burgos CF ·
Cádiz CF ·
CD Castellón ·
AD Ceuta FC ·
Córdoba CF ·
Deportivo La Coruña ·
SD Eibar · 
Sporting de Gijón ·
Granada CF ·
SD Huesca ·
UD Las Palmas ·
CD Leganés ·
Cultural Leonesa ·
Málaga CF ·
CD Mirandés ·
Racing de Santander ·
Real Sociedad B ·
Real Valladolid ·
Real Zaragoza
Alhaurín de la Torre CF · 
CD Alhaurino ·
UD Almería B ·
Antequera CF · 
Atlético Malagueño · 
Atlético Mancha Real · 
Atlético Porcuna · 
UD Ciudad de Torredonjimeno ·
El Palo FC · 
CD Estepona ·
CD Huétor Tájar · 
CD Huétor Vega · 
Real Jaén ·
Juventud de Torremolinos ·
Loja CD · 
UD Maracena · 
Melilla CD ·
CF Motril ·
CP Almería ·
CD Torreperogil ·
Vélez CF